# Elizabeth Chase
Elizabeth Muriel Chase (26 de abril de 1950 - 9 de mayo de 2018) fue una jugadora zimbabuense de hockey sobre hierba y miembro del equipo nacional que ganó la medalla de oro en los Juegos Olímpicos de Verano de 1980 en Moscú. Anteriormente había representado a Sudáfrica.
Trayectoria
Nacida en Umtali (actual Mutare), Chase estudió en el instituto femenino de Salisbury (actual Harare). En 1966 formó parte de la selección nacional de hockey sobre hierba, y más tarde de la selección nacional sub-21. Tras graduarse, se fue a Sudáfrica para licenciarse en educación física. Allí jugó en el equipo universitario y en los equipos provinciales de Wits y Transvaal del Sur. En 1973/74 fue seleccionada para jugar en el equipo B de Sudáfrica, y en 1976/77 representó a la selección femenina de hockey de los Springboks. Durante la década de 1970, perdió amigos y familiares en la guerra civil de Rodesia.
A su regreso a Rodesia, Chase jugó en el club Old Hararians y dio clases de educación física en el Oriel Girls High School de Salisbury. Fue seleccionada todos los años para el equipo nacional femenino de Zimbabue antes de emigrar a Sudáfrica a principios de la década de 1980. Trabajó como jefa del departamento de educación física en la Universidad de Witwatersrand en 2000 y se jubiló en 2015.
Chase falleció de cáncer el 9 de mayo de 2018 en Johannesburgo, dos semanas después de cumplir 68 años. Es la primera integrante del equipo olímpico de hockey sobre hierba de 1980 que fallece.